# Stuttgart Super 9 1999
Lo Stuttgart Super 9 1999, noto come Eurocard Open per ragioni di sponsorizzazione, è stato un torneo di tennis giocato sul cemento indoor. È stata la 13ª edizione dello Stuttgart Masters e faceva parte della categoria ATP Super 9 nell'ambito dell'ATP Tour 1999. Il torneo si è giocato alla Schleyerhalle di Stoccarda, in Germania, dal 25 ottobre al 1º novembre 1999.

## Campioni

### Singolare
Thomas Enqvist ha battuto in finale  Richard Krajicek con il punteggio di 6–1, 6–4, 5–7, 7–5

### Doppio
Jonas Björkman /  Byron Black hanno battuto in finale  David Adams /  John-Laffnie de Jager con il punteggio di 6–7, 7–6, 6–0